# Brani musicali al numero uno in Italia (2010)
La presente lista elenca le canzoni che hanno raggiunto la prima posizione nella classifica settimanale italiana Top Singoli, stilata durante il 2010 dalla Federazione Industria Musicale Italiana, in collaborazione con la GfK Retail and Technology Italia.

## Classifica
| Inizio settimana | Brano                            | Artista/i                         | Totale settimane al numero 1 |
| ---------------- | -------------------------------- | --------------------------------- | ---------------------------- |
| 28 dicembre 2009 | Bad Romance                      | Lady Gaga                         | 5                            |
| 4 gennaio        | Bad Romance                      | Lady Gaga                         | 5                            |
| 11 gennaio       | Baciami ancora                   | Jovanotti                         | 6                            |
| 18 gennaio       | Baciami ancora                   | Jovanotti                         | 6                            |
| 25 gennaio       | Baciami ancora                   | Jovanotti                         | 6                            |
| 1º febbraio      | Baciami ancora                   | Jovanotti                         | 6                            |
| 8 febbraio       | Baciami ancora                   | Jovanotti                         | 6                            |
| 15 febbraio      | Per tutta la vita                | Noemi                             | 2                            |
| 22 febbraio      | Per tutte le volte che...        | Valerio Scanu                     | 1                            |
| 1º marzo         | Baciami ancora                   | Jovanotti                         | 6                            |
| 8 marzo          | Per tutta la vita                | Noemi                             | 2                            |
| 15 marzo         | Each Tear                        | Mary J. Blige feat. Tiziano Ferro | 1                            |
| 22 marzo         | Di Notte                         | Pierdavide Carone                 | 1                            |
| 29 marzo         | Calore                           | Emma                              | 2                            |
| 5 aprile         | Calore                           | Emma                              | 2                            |
| 12 aprile        | Un colpo all'anima               | Luciano Ligabue                   | 3                            |
| 19 aprile        | Un colpo all'anima               | Luciano Ligabue                   | 3                            |
| 26 aprile        | Un colpo all'anima               | Luciano Ligabue                   | 3                            |
| 3 maggio         | Alors on danse                   | Stromae                           | 1                            |
| 10 maggio        | Quello che dai                   | Marco Carta                       | 1                            |
| 17 maggio        | Waka Waka (This Time for Africa) | Shakira feat. Freshlyground       | 16                           |
| 24 maggio        | Waka Waka (This Time for Africa) | Shakira feat. Freshlyground       | 16                           |
| 31 maggio        | Waka Waka (This Time for Africa) | Shakira feat. Freshlyground       | 16                           |
| 7 giugno         | Waka Waka (This Time for Africa) | Shakira feat. Freshlyground       | 16                           |
| 14 giugno        | Waka Waka (This Time for Africa) | Shakira feat. Freshlyground       | 16                           |
| 21 giugno        | Waka Waka (This Time for Africa) | Shakira feat. Freshlyground       | 16                           |
| 28 giugno        | Waka Waka (This Time for Africa) | Shakira feat. Freshlyground       | 16                           |
| 5 luglio         | Waka Waka (This Time for Africa) | Shakira feat. Freshlyground       | 16                           |
| 12 luglio        | Waka Waka (This Time for Africa) | Shakira feat. Freshlyground       | 16                           |
| 19 luglio        | Waka Waka (This Time for Africa) | Shakira feat. Freshlyground       | 16                           |
| 26 luglio        | Waka Waka (This Time for Africa) | Shakira feat. Freshlyground       | 16                           |
| 2 agosto         | Waka Waka (This Time for Africa) | Shakira feat. Freshlyground       | 16                           |
| 9 agosto         | Waka Waka (This Time for Africa) | Shakira feat. Freshlyground       | 16                           |
| 16 agosto        | Waka Waka (This Time for Africa) | Shakira feat. Freshlyground       | 16                           |
| 23 agosto        | Waka Waka (This Time for Africa) | Shakira feat. Freshlyground       | 16                           |
| 30 agosto        | Waka Waka (This Time for Africa) | Shakira feat. Freshlyground       | 16                           |
| 6 settembre      | Love the Way You Lie             | Eminem feat. Rihanna              | 2                            |
| 13 settembre     | White Knuckle Ride               | Jamiroquai                        | 1                            |
| 20 settembre     | Love the Way You Lie             | Eminem feat. Rihanna              | 2                            |
| 27 settembre     | Loca                             | Shakira                           | 6                            |
| 4 ottobre        | Loca                             | Shakira                           | 6                            |
| 11 ottobre       | Loca                             | Shakira                           | 6                            |
| 18 ottobre       | Loca                             | Shakira                           | 6                            |
| 25 ottobre       | Loca                             | Shakira                           | 6                            |
| 1º novembre      | Loca                             | Shakira                           | 6                            |
| 8 novembre       | Only Girl (in the World)         | Rihanna                           | 1                            |
| 15 novembre      | The Time (Dirty Bit)             | The Black Eyed Peas               | 1                            |
| 22 novembre      | In punta di piedi                | Nathalie                          | 1                            |
| 29 novembre      | Tutto l'amore che ho             | Jovanotti                         | 7                            |
| 6 dicembre       | Tutto l'amore che ho             | Jovanotti                         | 7                            |
| 13 dicembre      | Tutto l'amore che ho             | Jovanotti                         | 7                            |
| 20 dicembre      | Tutto l'amore che ho             | Jovanotti                         | 7                            |
| 27 dicembre      | Tutto l'amore che ho             | Jovanotti                         | 7                            |

- Waka Waka (This Time for Africa) di Shakira in collaborazione con i Freshlyground, con 16 settimane consecutive di permanenza alla numero uno, è il singolo che ha passato più tempo in vetta alla classifica nel 2010.

## Classifica fine anno
| Brano                            | Artista/i                   | Certificazione |
| -------------------------------- | --------------------------- | -------------- |
| Waka Waka (This Time for Africa) | Shakira                     | Multiplatino   |
| Baciami Ancora                   | Jovanotti                   | Multiplatino   |
| Tik Tok                          | Kesha                       | Multiplatino   |
| Alejandro                        | Lady Gaga                   | Multiplatino   |
| Stereo Love                      | Edward Maya e Vika Jigulina | Multiplatino   |
| Per tutta la vita                | Noemi                       | Platino        |
| Alors on danse                   | Stromae                     | Platino        |
| Sono già solo                    | Modà                        | Multiplatino   |
| Bad Romance                      | Lady Gaga                   | Multiplatino   |
| Loca                             | Shakira                     | Platino        |

Fonte